# Ka Nerell
Ka Nerell, egentligen Karin Edith Svengren,  född Nerell 7 januari 1915 i Gävle, död 13 oktober 1998 i Bromma, var en svensk skådespelare.
Hon arbetade på 1960-talet som lärare i tyska vid Lidingö södra läroverk. Nerell var gift första gången 1939 med skådespelaren Karl Kinch och från 1977 med Gösta-Olaus Svengren. Hon är begravd på Norra begravningsplatsen i Solna utanför Stockholm.
Nerells son är sportjournalisten Lasse Kinch.

## Filmografi
- 1936 – Familjens hemlighet
- 1936 – Annonsera!
- 1937 – Klart till drabbning
- 1936 – Han, hon och pengarna
- 1939 – En enda natt

## Teater

### Roller (ej komplett)
| År   | Roll        | Produktion                       | Regi               | Teater         |
| ---- | ----------- | -------------------------------- | ------------------ | -------------- |
| 1936 | Medverkande | Hm, sa greven, revy Kar de Mumma | Harry Roeck Hansen | Blancheteatern |